# Gormiti (serie animata 2018)
Gormiti è una serie televisiva animata italiano-spagnola realizzata in computer grafica frutto della collaborazione di Giochi Preziosi, Planeta Junior e lo studio d'animazione spagnolo Kotoc. La serie è il secondo reboot basato sui personaggi dei Gormiti che si rivolge ad un pubblico di ragazzi e conta un totale di 79 episodi da 11 minuti ciascuno, divisi in tre stagioni.
I primi 5 episodi sono stati pubblicati in anteprima il 21 settembre 2018 su RaiPlay, mentre la serie è iniziata il 1º ottobre 2018 su Rai Gulp. Dall'episodio 40 è Rai Yoyo a trasmettere in prima visione i nuovi episodi, ad eccezione dell'episodio 73, trasmesso su Rai Gulp 4 ore prima che andasse in onda su Rai Yoyo.
Da giugno 2021 il canale spagnolo Clan ha trasmesso gli episodi inediti dal 73 al 79.
Dal 18 luglio 2021 Rai Gulp e Rai Yoyo trasmettono gli episodi inediti andati in onda per la prima volta sul canale spagnolo Clan.
In realtà gli episodi dal 75 al 79 sono stati già pubblicati su Netflix giorni prima che venissero trasmessi in prima visione in TV.
Il 20 luglio 2021 Rai Yoyo si ferma all'episodio 78 lasciando inedito il 79.
La serie si è conclusa il 7 ottobre 2021 sul canale YouTube ufficiale con l'episodio 79.
Nel 2025 la serie ha un canale interamente dedicato con anche episodi on demand oltre che alla diretta sulla piattaforma gratuita Pluto TV.

## Trama
Per tradizione, raggiunta l'età giusta, i ragazzi di Gorm devono partire alla ricerca della leggendaria Torre degli Elementi; quattro per volta e dalle quattro diverse tribù di Gorm: Ghiaccio, Roccia, Vento e Fuoco. Ci riescono Ikor, Trek, Eron e Riff, che lì scoprono di essere i quattro prescelti destinati a difendere la Torre e quindi Gorm. Dopo qualche titubanza, la saggia custode Ao-ki li assisterà e aiuterà e i quattro ragazzi diventeranno i leggendari Guardiani grazie ai Bracciali degli Elementi, e andare alla ricerca dei frammenti dell'Elestar, il Sigillo della Luce, per ricostruirlo. Nella seconda stagione i guardiani avranno a che fare con una misteriosa energia Meka, elemento dei gloriosi guerrieri meka che sono scomparsi da tempo; i guardiani dovranno trasformarsi in ultra guardiani grazie gli Ultra Bracciali, trovare i sigilli e disattivare i cristalli Meka grazie ai guerrieri Meka per salvare Gorm e sconfiggere, definitivamente i Darkan, guidati dal malvagio Lord Voidus in persona. Nella terza stagione i guardiani si ritrovano in luogo mai esplorato di Gorm la Terra Selvaggia dove li incontreranno Lord Sol e Lord Eklos dei popoli dei Solark (Ordine) e degli Eklipsion (Caos) e i nostri guardiani avranno a che fare con una misteriosa energia Alfa che permetterà loro di trasformarsi in Guardiani Alfa grazie I guanti Alfa ed evocare potentissimi Gormiti Alfa e trovare i frammenti del cuore del Titano e ripristinare l'equilibrio prima degli Eklipsion ma Eklos ha un asso nella manica e stava tramando qualcosa di potente.

## Personaggi

### Personaggi principali
Riff
Doppiato da: Stefano Broccoletti (ed. italiana)
È il guardiano del fuoco. Ha la pelle gialla, i capelli arancioni (ma da trasformato ce li ha come le fiamme del fuoco) e gli occhi rossi. È arrogante, impulsivo e, come la sorella è parecchio testardo, ma ha coraggio e forza mentale; inoltre non si arrende facilmente ed è sempre pronto a combattere per Gorm. Non ama affatto il freddo. È il Guardiano del Fuoco e per chiamare un Gormita deve fare il gesto del Fuoco, cioè deve incrociare le braccia davanti al volto, dopo aver detto il nome di un Gormita. Trasformato in alfa diventa il guardiano del magma.
Ikor
Doppiato da: Stefano De Filippis (ed. italiana)
È il guardiano del ghiaccio. Ha la pelle azzurra, i capelli azzurro scuro (da trasformato in Guardiano ce li ha più lunghi e con qualche frammento di ghiaccio) e gli occhi verde acqua. È coraggioso ma parecchio permaloso, un po' snob, ma è anche molto intelligente, nobile d'animo, responsabile e bravo a combattere. È il saggio Guardiano del Ghiaccio; per evocare un Gormita deve chiamarlo per nome e poi fare il gesto del Ghiaccio, ovvero incrociare i polsi davanti al petto. È figlio del re del Regno del Ghiaccio e inizialmente non sembra andare molto d'accordo con Riff, ma in fondo sono grandi amici. Dimostra spesso di essere l'unico che pensa prima di agire. Trasformato in alfa diventa il guardiano dell'oceano.
Eron
Doppiato da: Alessio De Filippis (ed. italiana)
È il guardiano del vento (in alfa del cosmo). Ha la pelle e gli occhi azzurri e i capelli blu scuro. Da trasformato sono molto più voluminosi e disordinati, come se fossero mossi dal vento, e con le punte più chiare. Ama ballare, gli piace la musica, ed è il più atletico, agile e magro del gruppo. Non prende quasi mai nulla sul serio ma riesce comunque a risolvere problemi pur avendo la testa tra le nuvole e seguendo metodi tutti suoi, che possono risultare strani e senza il minimo senso ma in realtà hanno una loro logica. È il Guardiano del Vento, e per chiamare un Gormita deve dire il suo nome e fare il gesto del Vento (incrociare le braccia "a X" all'altezza del ventre).
Trek
Doppiato da: Federico Di Pofi (ed. italiana)
È il guardiano della Roccia (in alfa del cristallo). È gentile, umile e premuroso verso tutti; non esita a difendere nessuno, né i Gormiani né gli animali. Mantiene sempre una promessa come ogni Roccioso sa fare. È il Guardiano della Roccia; è stato il primo a cui Ao-ki insegna come chiamare un Gormita: deve chiamare il suo nome e poi fare il gesto della Roccia, cioè incrociare i polsi poco sopra il ginocchio. È il più forte del gruppo. Nonostante non sia veloce, è intelligente ed è un ottimo amico. Ha la pelle color caramello e gli occhi castani. I capelli sono biondi, ma da trasformato in Guardiano diventano grigi e duri come la roccia.
Ao-ki
Doppiata da: Sara Ballerani (ed. italiana)
È la Custode della Conoscenza dei Gormiti e la Guardiana della Torre degli elementi. Ha la pelle biancastra, i capelli bianco perla con qualche ciocca lilla sul davanti, grandi occhi viola e affascinanti e le lentiggini. Non ha nessun legame particolare con i 4 elementi ma ha il potere della luce, grazie al quale può combattere, difendersi, volare o imprigionare nemici. Nel primo episodio, infatti, lei si circonda di luce azzurra per difendere la Torre dai quattro sconosciuti (i futuri Guardiani). È un po' permalosa, non sopporta quando i suoi amici fanno gli immaturi; specialmente quando questo crea situazioni di pericolo. Lei spesso li tratta freddamente, ma in realtà è molto sensibile, dolce e intelligente e vuole molto bene ai Guardiani. È lei a guidare i Guardiani e i Gormiti sia durante le spedizioni che durante le battaglie. È la più potente del gruppo e anche l'unica femmina. Nonostante la sua età apparentemente giovane (coetanea dei Guardiani ma molto più matura, dato che deriva dall'energia di tutti i Gormiti, quindi probabilmente ne ha acquisito le conoscenze) è sovrana di tutte le terre che si trovano al centro esatto di Gorm, intorno alla Torre degli Elementi.

### Antagonisti

#### Darkan
Lord Voidus
Doppiato da: Pierluigi Astore (ed. italiana)
È il capo dei Darkan. In passato è stato sconfitto dai Lord e dai Cavalieri Gormiti e imprigionato a Darkor fino al giorno dell'eclissi (lo stesso giorno in cui dovranno arrivare alla Torre dei nuovi Guardiani), in cui la luce è più debole. Voidus è l'unico Darkan in grado di rompere la barriera tra Darkor e Gorm grazie all'energia datogli dall'eclissi. Dimostra la sua potenza non solo fisica, ma soprattutto mentale, in quanto ha anche provato a controllare la mente di Ao-ki negli episodi “La battaglia per l'elestar” parte 1 e 2, fallendo entrambe le volte visto che lei ha fiducia nei suoi amici. Voleva convincerla di essere stato un Gormita della Luce, ma di essere stato dimenticato dai precedenti Guardiani e che lo lasciarono sprofondare nelle tenebre insieme agli altri Gormiti (i futuri Darkan). Ciò per far credere ad Ao-ki che i Guardiani dimenticheranno anche lei come hanno dimenticato lui, e cercare di convincerla di unirsi ai Darkan per sfruttare i "sentimenti dei Guardiani" alludendo soprattutto a quelli di Ikor e di Riff. Palesemente invaghiti di lei, soprattutto il secondo.
Gredd
Doppiato da: Vladimiro Conti (ed. italiana)
Conosciuto anche come il "distruttore". È un Darkan non molto alto di colore blu. È il primo Darkan a combattere i nuovi Guardiani, uscendo sconfitto dalla battaglia. Ha gli occhi coperti da un elmo dorato, ma la bocca è visibile. Anche le braccia sono coperte di protezioni.
Xathor
È uno stregone oscuro. Non mostra mai il suo vero volto, che è coperto da un cappuccio e lascia visibili solo gli occhi, rossi e luminescenti. Ha sempre con sé uno scettro in grado di generare una "raffica diabolica", il suo attacco più potente. Eron gli ha dato il soprannome di Xatorribile. Nella seconda stagione può moltiplicarsi.
Kratus
Come spiegato da Ao-ki ai Guardiani, è un vampiro di energia che si nutre della linfa vitale della Foresta. Non ha testa, perché la sua faccia, formata da due occhi e una bocca enorme sempre sorridente, si trova sul torace. Con l'evoluzione meka la sua faccia è divisa in tre volti che girano in base al suo stato d'animo (una è sorridente, una sorpresa e una arrabbiata).
Cryptus
Il generale delle truppe di Voidus. È uno scheletro. È in grado di generare portali oscuri, uno dei suoi principali modi per confondere i Guardiani e attaccarli da luoghi diversi. Ha una spada.
Soldati
Sono macchie di energia oscura che combattono per Voidus. Sono abbastanza deboli e possono essere distrutti da un solo colpo di bracciale o da una semplice sfera di luce. Sono tuttavia immortali: ogni Soldato distrutto a Gorm rinasce a Darkor. Amano prendere in giro i Guardiani, soprattutto in assenza di Ao-ki (che a volte è la causa stessa della presa in giro dato che senza di lei non sono in grado di liberarsi). Il loro attacco è il Gloomix, costituito da anelli di energia oscura in grado di immobilizzare i corpi come corde. Solamente Ao-ki, con il potere della luce, può sbarazzarsene, ma solo quando è libera a sua volta.
Balhor
Un gormiano della roccia molto avaro, brama ogni tipo di ricchezze. Compare per la prima volta nell'episodio "La pietra del tradimento". Possiede un frammento dell'Elestar, che verrà però preso dai 4 guardiani durante uno scontro. Tradisce il suo villaggio facendo credere di essere minacciato da un Darkan che vuole impadronirsi delle ricchezze del Regno della Roccia. I minatori Rocciosi sono quindi costretti a lavorare nelle miniere del villaggio tutto il giorno, e solo la più giovane, Siran, riesce a fuggire di nascosto. In realtà era Balhor stesso ad impadronirsi delle pietre preziose e ad attaccare la ribelle Siran quando lei è fuggita.

#### Eklipsion
Lord Eklos
Lord Eklos è il lord degli Eklypsion, nella terza serie cerca di conquistare il cuore del titano. Dopo secoli e secoli di battaglie tra Eklypsion e Solark. Lord Eklos decise di trovare un accordo con Lord Sol per preservare l’equilibrio della natura, a cui anche il suo popolo è legato. Ma il caos, che è profondamente radicato nel suo animo, dopo tanti anni di attesa ha preso il sopravvento. Deciso a conquistare il Cuore del Titano, Lord Eklos è pronto a scontrarsi con i Solark, i Guardiani e i Popoli della Natura uniti per avere il potere supremo su tutta Gorm. I suoi potenti attacchi scatenano le forze distruttive del caos puro, un concentrato di energia entropica impossibile da contrastare.
Irgur
Irgur è il più pazzo di tutti, gli Eklypsion un folle guerriero che si diverte a giocare con i propri nemici come un gatto con il topo. Il suo corpo è in realtà un costrutto artificiale, un’armatura creata dall'energia del caos, che nasconde il vero Irgur: una folle testa rimbalzante. Può comandare il corpo a distanza, scatenando una pioggia di sfere esplosive sui suoi nemici, mentre li osserva da lontano e ride come un pazzo.
Krobok
Un carro armato Eklypsion con una benda sull'occhio. Ha un artiglio meccanico e un cannone. Krobok è uno spaventoso robot guerriero, un inarrestabile combattente che adora la battaglia. Può spostarsi velocissimo grazie alle sue ruote dentate, colpendo i suoi avversari con una raffica di colpi sparata dal suo braccio-cannone. Il suo artiglio scatena un violento attacco di energia del caos.
Zarnok
Zarnok è il misterioso e subdolo negromante Eklypsion, un mago oscuro dai poteri spaventosi. La sua pergamena magica, creata dopo millenni di oscuri rituali, è ricoperta di rune vergate con un mistico inchiostro infuso dalle energie del caos. Questo potentissimo strumento gli permette di scatenare degli spaventosi attacchi magici che possono influenzare la realtà.
Seskel
Uno stregone oscuro che ha specializzato la sua magia del caos sul controllo del tempo: i suoi attacchi riavvolgono gli anni vissuti dai suoi avversari, trasformandoli in un batter d’occhio in piccoli bambini indifesi. Seskel può colpire i suoi avversari con un potentissimo raggio di energia caotica, annientandolo.
Dronok
I Dronok sono i pestiferi servitori di Lord Eklos. Nonostante passino la maggior parte del loro tempo a prendere in giro i loro avversari (e anche i loro alleati), in battaglia diventano abbastanza potenti. Possono unirsi uno sopra l’altro, creando delle colonne altissime che concentrano i loro attacchi in un raggio di energia, capace di mettere a dura prova anche un Gormita. Il loro attacco si chiama gloomax, viene sparato dall'occhio e crea una sfera che intrappola chi è stato colpito

### Gormiti
Lord Keryon
Signore dei Gormiti del fuoco. È il primo lord ad essere evocato e sembra essere il Gormiti più carismatico. Possiede uno scettro con cui infligge due potenti attacchi di fuoco in alternativa a semplici bastonate e gli attacchi sono Phyroclash e Magmablast.
Koga
Gormiti del fuoco. Ha una lunga chioma che ricorda una fiamma e un grande scudo. Veloce ed impulsivo, viene evocato 4 volte in tutta la serie e spesso fronteggia Xathor poiché lo scudo è un'arma adatta contro i suoi attacchi.
Vulkan
Spaccone e irriverente, Vulkan è uno dei Gormiti più volte evocati e che in tutta la serie non attacca mai fisicamente i suoi avversari.
Saburo
Gormita del fuoco dal temperamento calmo e riflessivo, ha l'aspetto di un ninja nella prima serie, e di un samurai nella seconda. Nella terza invece assume un aspetto un po' più primordiale, pur mantenendo le caratteristiche del guerriero orientale (ad es. volto coperto). Silenzioso e misterioso, è armato di una katana e nelle prime due serie non lo si vede mai combattere contro un Darkan, ma aiuta Riff a superare due importanti prove: tagliare il vento per essere il guardiano supremo e sconfiggere Nukleor, gormita meka del fuoco, per fargli disattivare il cristallo meka. Nella terza serie combatte contro Irgur degli Eklipsion.
Hurik
Un concentrato di energia altamente esplosiva! Ha un elmo con una coda che sbuca da dietro e combatte come un pugile. Viene evocato spesso.
Lord Titano
Signore dei Gormiti della roccia. Si dice sia il Gormiti dotato della maggior forza fisica. Il suo attacco preferito è il furyquake, creando un terremoto con un colpo del suo martello. L'altro attacco è il Corecrush con cui la roccia prende vita. Una curiosità: la pronuncia del suo nome non è uniforme nel corso della serie.
Karak
È il primo Gormita ad essere evocato, sia nella prima che nella seconda stagione, la prima volta per fronteggiare Gredd. È l'archetipo del roccioso e uno dei Gormiti fisicamente più forti.
Torak
Il suo aspetto ricorda quello di un minotauro, e toro furioso è il suo attacco prediletto, con cui travolge gli avversari.
Havok
Caratterizzato dal pugno roccioso, è uno dei più potenti Gormiti della roccia.
Hirok
Le sue braccai terminano con delle trivelle, è il più agile e meno prevedibile dei rocciosi.
Lord Trityon
Signore dei Gormiti del ghiaccio. Più noto per la sua saggezza che per la comunque grande potenza dei suoi attacchi. Possiede un tridente che lanciandolo a terra crea dei coni che poi si spezzano. L'altro attacco è il raggio polare
Akilos
Lo stregone del ghiaccio. È probabilmente il miglior tattico e in grado di adottare molte soluzioni in combattimento.
Ikalos
Fratello di Akilos. Ha nello scudo la sua arma migliore.
Diakos
Dall'aspetto vagamente Batracico, è molto sarcastico e tende a provocare l'avversario.
Hydros
Il meno raffinato dei glaciali, usa la frusta per generare i suoi colpi.
Lord Helios
Il signore dei Gormiti del vento. È il Gormita più veloce. Il suo attacco preferito è il vortice folgorante. L'altro attacco è il pugno tempesta.
Hurricane
È il tempestoso più legato al proprio elemento. Veloce, irriverente e sicuro di sé, sa sfruttare sempre il vento a proprio vantaggio. Nelle prime due stagioni viene evocato solo nei pressi della Torre Tempesta. Ha un paio di ali.

Zefyr
Fare degli spostamenti improvvisi la sua tattica vincente. Ama prendersi gioco dei nemici. Ha tanti razzi sul suo corpo.
Orion
La sua arma migliore è l'arco. Il più calmo e riflessivo dei tempestosi.
Typhon
La sua arma migliore è l'elica sul petto con cui genera un vento impetuoso. È il più "fisico" dei tempestosi. Viene evocato spesso

### Meka
Lord Electryon
Lord Electryon è Il misterioso Signore del Popolo dei Meka, da tempo scomparso dall'Isola di Gorm. I suoi poteri e le sue abilità sono sconosciute, ma si narra che un solo colpo di Electryon abbia il potere di mettere in ginocchio perfino Lord Voidus. Dona ai Guardiani gli Ultra Bracciali, in cui scorre potente l’energia Meka che dà forza al suo popolo. Riuscirà con i suoi incredibili poteri a sconfiggere una volta per tutte il malefico signore di Darkor. Possiede una lancia.
Motak
Guerriero Meka della roccia Guerriero Meka legato al potere della Roccia, Motak ha una forza distruttrice che non ha uguali nell'intera Gorm. Grazie al suo braccio destro può colpire gli avversari con dei colpi di pura potenza, scagliando in un solo attacco il peso di un’intera montagna sui suoi sfortunati avversari Come tutti i guerrieri del suo popolo, l’energia Meka gli permette di levitare nell'aria, gettandosi contro i suoi nemici da ogni direzione, colpendoli con forza e precisione incredibili.
Nukleor
Nukleor è il Guerriero Meka del fuoco connesso alle energie del fuoco, che super potenzia grazie all'energia Meka. Il risultato sono attacchi incendiari di infinita potenza, capaci di sciogliere i nuclei stessi degli atomi che compongono la materia. A questa incredibile forza unisce una strategia di battaglia davvero particolare: prende in giro i suoi avversari con battute pungenti, per confonderli ed irritarli, in modo che abbassino la guardia e siano indifesi davanti ai suoi attacchi fiammeggianti.
Cosmyr
Guerriero Meka del vento: a prima vista sembra un simpatico ed inoffensivo robot finché non attiva i suoi protocolli di battaglia. Il legame col vento gli permette di muoversi a velocità supersoniche, evitando perfino i rapidi attacchi di Orion. Il suo attacco speciale non lascia scampo: colpisce l’intero campo di battaglia con una potente onda d’urto impossibile da evitare, tornando poi a muoversi veloce ed imprevedibile.
Kyonos
Guerriero Meka del ghiaccio Kyonos è legato alle energie del Ghiaccio. Questo legame lo porta ad essere intelligente, nobile e calcolatore come i Gormiti di questo elemento. La sua potenza è talmente leggendaria che tutte le tecniche di combattimento del Popolo del Ghiaccio si basano sui suoi attacchi. Nulla sfugge all'occhio di Kyonos: può immobilizzare i suoi nemici con un preciso colpo congelante, per poi schiacciarli grazie alla sua potente chela.

### Solark
Lord Sol
Lord Sol è Un combattente leggendario, un condottiero valoroso, un nemico implacabile. Lord Sol è il Gormita più potente di tutti i Solark, ultimo discendente di una dinastia di guerrieri invincibili. Nella sua lunga vita ha combattuto innumerevoli scontri, uscendone sempre vincitore. Grazie al potere della Spada Solare, sua fedele alleata in ogni battaglia, Lord Sol può scatenare contro i suoi avversari attacchi di pura energia Alfa, poderosi ed implacabili, che colpiscono con la stessa energia del sole.
Palladium
Il primo guerriero dei Solark a confrontarsi con i Guardiani, Palladium è un nobile combattente che mette l’ordine e l’equilibrio sopra ogni cosa. Come gli altri Solark, tende a considerare i suoi Araldi alleati (i guardiani) dei nemici. Riconoscerà il valore dei Guardiani e li aiuterà nella loro ricerca dei frammenti del Cuore. Un vero paladino della giustizia. Ha uno scudo e una spada.
Rodium
Il secondo guerriero dei Solark, Rodium è un gigante buono, un enorme ed inarrestabile guerriero che ama la natura sopra ogni cosa. Da molti anni medita sull’ordine e sull’equilibrio, vivendo finalmente in pace dopo il suo lunghissimo passato da guerriero. Un incauto incidente con le sue amate piante lo porta a scontrarsi con gli Herald con tutte le sue forze, attaccandoli con i suoi potentissimi raggi ottici di energia Alfa. Una volta compreso che i Guardiani sono alleati dell’Ordine, li aiuterà nella loro avventura e combatterà al loro fianco contro i malvagi Eklypsion.
Antium
Il terzo guerriero dei Solark. A prima vista Antium sembra una statua di pietra, immobile e inoffensivo. Fate attenzione a non provocarlo. Infatti, quando un nemico attira la sua attenzione, si trasforma in un inarrestabile guerriero. Spalancata la sua bocca di pietra, rilascia un assordante attacco di energia Alfa capace di radere al suolo tutto quello che incontra.
Yridium
Il quarto guerriero dei Solark. Yridium è Un mistico sciamano che, grazie al suo legame con l’energia Alfa, è in grado di evocare contro i suoi nemici le forze degli spiriti della natura. Dopo centinaia di anni di meditazione e di allenamento, può concentrare nei suoi attacchi un puro flusso di energia Alfa che può colpire gli avversari sia nel corpo che nello spirito, annientando totalmente le loro forze e lasciandoli incapaci di combattere per giorni interi.

## Episodi
| Stagioni         | Titolo              | Episodi | Prima visione     | Prima visione    |
| Stagioni         | Titolo              | Episodi | Inizio            | Fine             |
| ---------------- | ------------------- | ------- | ----------------- | ---------------- |
| Prima stagione   | Araldi di Gorm      | 26      | 21 settembre 2018 | 29 novembre 2018 |
| Seconda stagione | L'era Meka          | 26      | 1 settembre 2019  | 8 febbraio 2020  |
| Terza stagione   | Il cuore del Titano | 27      | 27 settembre 2020 | 7 ottobre 2021   |

### Prima stagione
| N° | Titolo                                     | Prima visione     | Canale che ha trasmesso l'episodio per la prima volta |
| -- | ------------------------------------------ | ----------------- | ----------------------------------------------------- |
| 1  | La Torre degli elementi                    | 21 settembre 2018 | RaiPlay                                               |
| 2  | La torre sotto attacco                     | 21 settembre 2018 | RaiPlay                                               |
| 3  | Tecnica contro stile                       | 21 settembre 2018 | RaiPlay                                               |
| 4  | La leggenda dei Gormiti                    | 21 settembre 2018 | RaiPlay                                               |
| 5  | Lasciati andare                            | 21 settembre 2018 | RaiPlay                                               |
| 6  | Si cambia aria                             | 3 ottobre 2018    | Rai Gulp                                              |
| 7  | Il torneo                                  | 4 ottobre 2018    | Rai Gulp                                              |
| 8  | Combattete Hyperbeast!                     | 4 ottobre 2018    | Rai Gulp                                              |
| 9  | Il regno dei ghiacci                       | 5 ottobre 2018    | Rai Gulp                                              |
| 10 | In trappola                                | 5 ottobre 2018    | Rai Gulp                                              |
| 11 | Sottozero                                  | 6 ottobre 2018    | Rai Gulp                                              |
| 12 | Difensore del regno                        | 6 ottobre 2018    | Rai Gulp                                              |
| 13 | Un piccolo problema                        | 7 ottobre 2018    | Rai Gulp                                              |
| 14 | La pietra del tradimento                   | 22 novembre 2018  | Rai Gulp                                              |
| 15 | Spettri e dispetti                         | 22 novembre 2018  | Rai Gulp                                              |
| 16 | Tutti per uno                              | 23 novembre 2018  | Rai Gulp                                              |
| 17 | Una pericolosa combinazione                | 23 novembre 2018  | Rai Gulp                                              |
| 18 | Possessione bestiale                       | 24 novembre 2018  | Rai Gulp                                              |
| 19 | Cavalcare la corrente                      | 26 novembre 2018  | Rai Gulp                                              |
| 20 | Tagliare il vento                          | 26 novembre 2018  | Rai Gulp                                              |
| 21 | Caduta libera                              | 27 novembre 2018  | Rai Gulp                                              |
| 22 | A difesa della torre                       | 27 novembre 2018  | Rai Gulp                                              |
| 23 | La via del fuoco                           | 28 novembre 2018  | Rai Gulp                                              |
| 24 | Re Riff                                    | 28 novembre 2018  | Rai Gulp                                              |
| 25 | La battaglia per l'Elestar (prima parte)   | 29 novembre 2018  | Rai Gulp                                              |
| 26 | La battaglia per l'Elestar (seconda parte) | 29 novembre 2018  | Rai Gulp                                              |

### Seconda stagione
| Tot | Titolo                                     | Prima visione    | Canale che ha trasmesso l'episodio per la prima volta |
| --- | ------------------------------------------ | ---------------- | ----------------------------------------------------- |
| 27  | Il cristallo Meka (prima parte)            | 1 settembre 2019 | Rai Gulp                                              |
| 28  | Il cristallo Meka (seconda parte)          | 1 settembre 2019 | Rai Gulp                                              |
| 29  | Il primo sigillo                           | 2 settembre 2019 | Rai Gulp                                              |
| 30  | Battaglia per il sigillo                   | 2 settembre 2019 | Rai Gulp                                              |
| 31  | In profondità                              | 3 settembre 2019 | Rai Gulp                                              |
| 32  | Forte come una roccia                      | 3 settembre 2019 | Rai Gulp                                              |
| 33  | L'unione fa la roccia                      | 3 settembre 2019 | Rai Gulp                                              |
| 34  | Cervello VS muscoli                        | 4 settembre 2019 | Rai Gulp                                              |
| 35  | I terribili Morkogon                       | 4 settembre 2019 | Rai Gulp                                              |
| 36  | Vento e fuoco                              | 4 settembre 2019 | Rai Gulp                                              |
| 37  | La missione di Riff                        | 5 settembre 2019 | Rai Gulp                                              |
| 38  | Il Nekroduplicatore                        | 5 settembre 2019 | Rai Gulp                                              |
| 39  | La torre Meka                              | 5 settembre 2019 | Rai Gulp                                              |
| 40  | Gorm, via col vento                        | 9 dicembre 2019  | Rai Yoyo                                              |
| 41  | Spazzato dal vento!                        | 10 dicembre 2019 | Rai Yoyo                                              |
| 42  | Fuori controllo                            | 10 dicembre 2019 | Rai Yoyo                                              |
| 43  | Lo stile tempestoso                        | 11 dicembre 2019 | Rai Yoyo                                              |
| 44  | Prendere il vento                          | 11 dicembre 2019 | Rai Yoyo                                              |
| 45  | Gelido come il ghiaccio                    | 12 dicembre 2019 | Rai Yoyo                                              |
| 46  | La maledizione finale                      | 12 dicembre 2019 | Rai Yoyo                                              |
| 47  | I portali del caos                         | 6 febbraio 2020  | Rai Yoyo                                              |
| 48  | Concerto di pernacchie                     | 6 febbraio 2020  | Rai Yoyo                                              |
| 49  | L'ultimo cristallo                         | 7 febbraio 2020  | Rai Yoyo                                              |
| 50  | La fortezza oscura - Il ritorno dei Darkan | 7 febbraio 2020  | Rai Yoyo                                              |
| 51  | La fortezza oscura - Il guardiano oscuro   | 8 febbraio 2020  | Rai Yoyo                                              |
| 52  | La fortezza oscura - L'ultima battaglia    | 8 febbraio 2020  | Rai Yoyo                                              |

### Terza stagione
| Tot | Titolo                         | Prima visione                                     | Canale che ha trasmesso l'episodio per la prima volta |
| --- | ------------------------------ | ------------------------------------------------- | ----------------------------------------------------- |
| 53  | Amici nemici                   | 27 settembre 2020                                 | Rai Yoyo                                              |
| 54  | La chiamata                    | 27 settembre 2020                                 | Rai Yoyo                                              |
| 55  | L'energia Alfa                 | 28 settembre 2020                                 | Rai Yoyo                                              |
| 56  | L'Iskador                      | 28 settembre 2020                                 | Rai Yoyo                                              |
| 57  | Bombe di fuoco                 | 29 settembre 2020                                 | Rai Yoyo                                              |
| 58  | Forte come il magma            | 29 settembre 2020                                 | Rai Yoyo                                              |
| 59  | Lo stile del magma             | 30 settembre 2020                                 | Rai Yoyo                                              |
| 60  | Il santuario Solark            | 30 settembre 2020                                 | Rai Yoyo                                              |
| 61  | Caccia al frammento            | 1 ottobre 2020                                    | Rai Yoyo                                              |
| 62  | Ultra-super-veloce             | 1 ottobre 2020                                    | Rai Yoyo                                              |
| 63  | Kawakai!                       | 2 ottobre 2020                                    | Rai Yoyo                                              |
| 64  | La battaglia dell'Iskador      | 2 ottobre 2020                                    | Rai Yoyo                                              |
| 65  | Svegliati, Trek!               | 26 novembre 2020                                  | Rai Yoyo                                              |
| 66  | Il segreto del cuore           | 26 novembre 2020                                  | Rai Yoyo                                              |
| 67  | La squadra dell'oceano         | 3 marzo 2021                                      | Rai Yoyo                                              |
| 68  | Emozioni rubate                | 3 marzo 2021                                      | Rai Yoyo                                              |
| 69  | Trekking sottomarino           | 4 marzo 2021                                      | Rai Yoyo                                              |
| 70  | Lo strano Eron                 | 4 marzo 2021                                      | Rai Yoyo                                              |
| 71  | Controllare il flusso          | 5 marzo 2021                                      | Rai Yoyo                                              |
| 72  | Mini Trek                      | 5 marzo 2021                                      | Rai Yoyo                                              |
| 73  | Rocce fluttuanti               | 18 luglio 2021                                    | Rai Gulp                                              |
| 74  | Il cubo cosmico                | 18 luglio 2021                                    | Rai Yoyo                                              |
| 75  | Caos temporale                 | 19 luglio 2021                                    | Netflix                                               |
| 76  | La conoscenza è potere         | 19 luglio 2021                                    | Netflix                                               |
| 77  | Eroi del Cuore (prima parte)   | 20 luglio 2021                                    | Netflix                                               |
| 78  | Eroi del Cuore (seconda parte) | 20 luglio 2021                                    | Netflix                                               |
| 79  | Eroi del Cuore (terza parte)   | Netflix (20 luglio 2021) YouTube (7 ottobre 2021) | Netflix (20 luglio 2021) YouTube (7 ottobre 2021)     |

## Film

### Gormiti - La chiamata dei lord
Dalla serie è stato tratto un film riassuntivo intitolato Gormiti - La chiamata dei lord che propone scene cruciali prese dai primi 52 episodi più 10 minuti di scene inedite tratte dagli episodi 53 e 54. Il film è stato pubblicato per la prima volta in esclusiva streaming il 29 maggio 2020 su TIMvision, Sky Primafila, Chili TV e in DVD dal 10 settembre 2020, mentre in televisione è andato in onda su Rai Yoyo il 12 dicembre successivo. e un anno dopo viene replicato su Rai Gulp.

## Sigla
La sigla Gormiti: The Legend is Back è scritta da Alessandra Valeri Manera, Giorgio Vanni, Daniele Cuccione e Max Longhi, il ritornello è interpretato da Giorgio Vanni nei titoli di testa e coda.